# William Lombardy
William James Lombardy (Nova Iorque, 4 de dezembro de 1937 - Martinez, 13 de outubro de 2017) foi um enxadrista norte-americano, com diversas participações nas Olimpíadas de xadrez. Hartston participou das edições de 1958, 1960, 1968, 1970, 1974, 1976 e 1978 tendo conquistado a medalha de ouro em 1970 no tabuleiro reserva e prata em 1976 novamenteo no tabuleiro reserva. Na edição de 1976 conquistou o ouro por equipes no tabuleiro reserva e bronze nas edições de 1974 e 1978 no primeiro e segundo tabuleiros reservas, respectivamente com a equipe dos Estados Unidos.